# Variáveis aleatórias independentes
Em Estatística, nomeadamente em Probabilidades, duas variáveis aleatórias são independentes quando a ocorrência duma não é influenciada pela ocorrência da outra.
Formalmente, duas variáveis aleatórias X e Y são independentes se e só se verificarem a seguinte propriedade:
{\displaystyle P(X=x\land Y=y)=P(X=x)P(Y=y)}
ou seja, se a probabilidade de ocorrência simultânea de X e Y for igual ao produto das respectivas probabilidades individuais.
Sendo {\displaystyle f} a função de probabilidade, a propriedade acima traduz-se por
{\displaystyle f(X,Y)=f_{X}(X)f_{Y}(Y)\,}
em que {\displaystyle f(X,Y)} denota a função de probabilidade conjunta de X e Y.

## Propriedades
Sejam X e Y duas variáveis aleatórias independentes.
- {\displaystyle P(X|Y)=P(X)\,}

Esta propriedade exprime formalmente a noção intuitiva de independência entre duas variáveis aleatórias e demonstra-se a partir da definição de probabilidade condicionada.
- {\displaystyle \operatorname {cov} (X,Y)=0}

A independência de duas variáveis reflecte-se no valor da sua covariância.
- {\displaystyle E(XY)=E(X)E(Y)\,}